# بيرسي صايغ
بيرسي صايغ (مواليد 27 مارس 1965) هو سبّاح لبناني، مثّل بلاده في الألعاب الأولمبية الصيفية 1984.

## روابط خارجية
بيرسي صايغ على موقع الاتحاد الدولي للسباحة (الإنجليزية)
- بيرسي صايغ على موقع أوليمبيديا (الإنجليزية)